# 發達堂

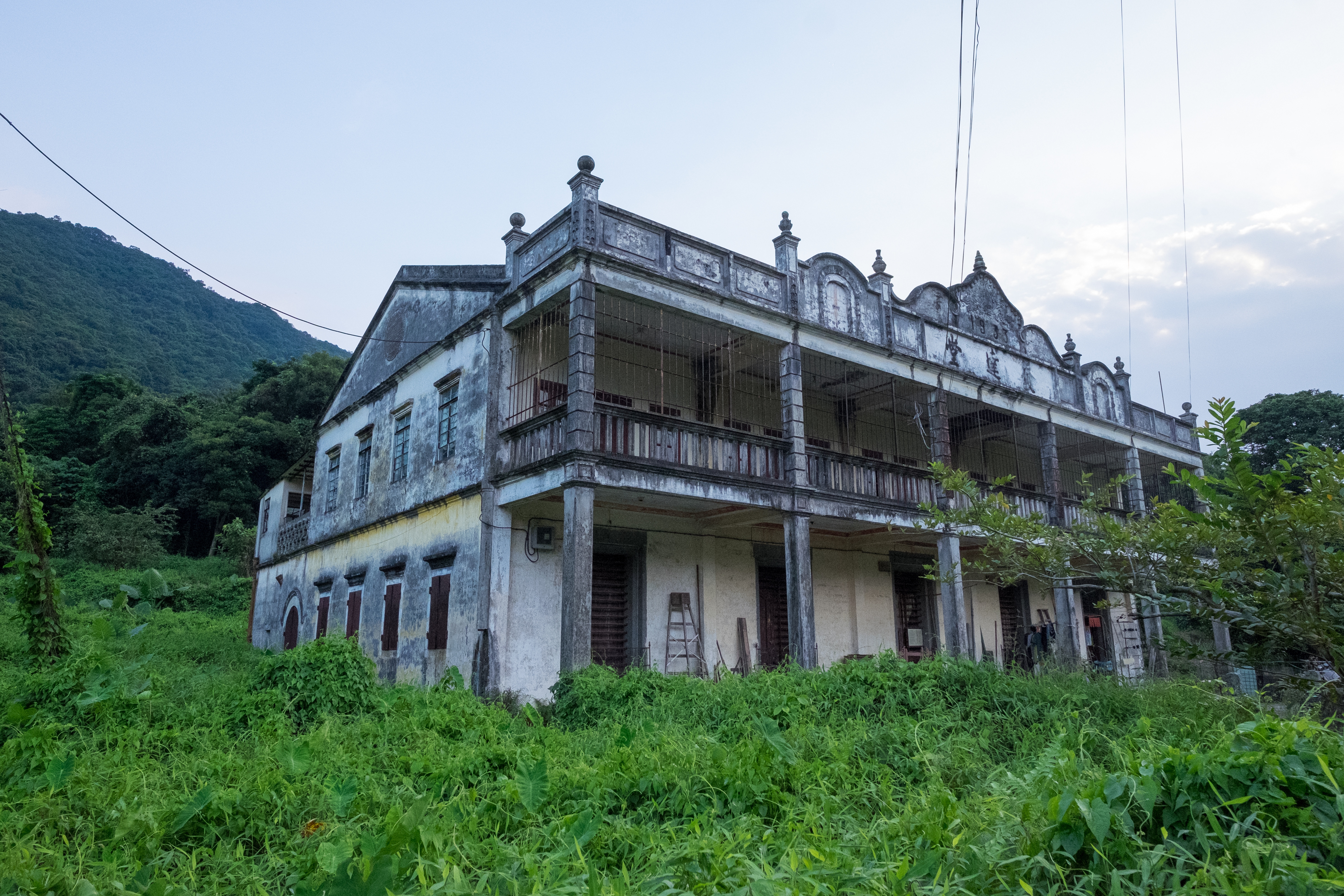
發達堂外觀

發達堂（英語：Fat Tat Tong）是一座位於香港新界沙頭角下禾坑的法定古蹟，建於1933年。時至今日，李道環的後人依然住在發達堂。

## 背景
李道環是禾坑李氏宗族的第七代後裔，19世紀末前往越南謀生，後來與家人返回香港，於下禾坑定居。李道環四個兒子組成「李道環祖」受託人於1933年興建發達堂。發達堂的名稱有「富貴大宅」的意思。

## 外觀及建築材料
發達堂樓高兩層，以青磚、木材及鋼筋混凝土建成。瓦頂用「客家式人字」排列而成。大宅所有正門及多排窗戶均分別裝上金屬製中式趟門及金屬窗罩，加強保安。上下兩層皆有柱廊，樓上平頂上有卷雲狀的三角山花裝飾，以及甕形頂飾。
由於發達堂的住宅建築風格是20世紀初海外歸僑廣為採用的風格，亦是折衷主義住宅建築的經典例子。康樂及文化事務署曾利用油漆橫切面分析、建築木材樹種鑑定、屋頂瓦片和灰漿岩相學分析等方法綜合分析過發達堂的油漆、木材、灰漿及着色劑等建築材料。研究發現發達堂早期建築材料的可能加入了豬血，於厚粉狀石灰中加入豬血為客家人常用傳統技術。而後期建築材料可能是現代的合成油漆，被認為是近期修復時刷上。建築木材方面，發達堂使用杉木和杪木興建。屋頂則由帶氧和脫氧兩種環境下生產的瓦片以「客家式人字」方式排列疊成，使瓦片有擋雨及通風效果。康樂及文化事務署認為發達堂「極具客家特色」，有助了解香港早期的建築史。

## 列為法定古蹟
2013年4月17日，古物諮詢委員會開會建議把發達堂列作古蹟。12月27日，政府根據《古物及古蹟條例》把發達堂和元朗屏山達德公所列為法定古蹟，有關公告即日刊憲。除發達堂外，同樣由李氏宗族興建的鏡蓉書屋於1991年已被定為法定古蹟。